# Ivan Hlinka Memorial Tournament 2010
Das Ivan Hlinka Memorial Tournament 2010 war die 20. Austragung des Ivan Hlinka Memorial Tournament, einem Eishockeyturnier für Nachwuchs-Nationalmannschaften der Altersklasse U18. Es fand vom 9. bis zum 14. August 2010 im tschechischen Břeclav und im slowakischen Piešťany statt. Seriensieger Kanada setzte sich im Finale gegen die Vereinigten Staaten durch und gewann somit seine 15. Goldmedaille.

## Modus
Die acht Teilnehmer wurden in zwei Gruppen mit je vier Mannschaften eingeteilt. In der Gruppenphase spielte jedes Team einmal gegen alle anderen Gruppenteilnehmer und absolvierte somit drei Spiele. Die jeweiligen Gruppenersten und -zweiten qualifizierten sich für das Halbfinale, das ebenso wie das Finale als K.-o.-Spiel ausgetragen wurde.

## Gruppenphase

### Gruppe A
| 9. August 2010 15:30 Uhr (Ortszeit) | Tschechien Patrick Brzobohatý (17:01) Dmitrij Jaškin (51:32) | 2:3 (1:1, 0:1, 1:1) Spielbericht | Vereinigte Staaten Alex Broadhurst (7:30) Vincent Trocheck (22:02) Cason Hohmann (50:06) | Zimní stadion v Břeclavi, Břeclav |

| 9. August 2010 19:00 Uhr | Russland Igor Lewizki (15:41) Igor Lewizki (53:45) | 2:3 n. P. (1:1, 0:0, 1:1, 0:0, 0:1) | Finnland Tomi Wilenius (19:30) Miikka Salomäki (51:53) Joel Armia (PS) | Zimní stadion v Břeclavi, Břeclav |

| 10. August 2010 15:30 Uhr | Vereinigte Staaten Johnny Gaudreau (8:33) Seth Ambroz (10:24) Alex Racino (26:49) Luke Sutter (49:15) Cason Hohmann (52:01) | 5:6 n. P. (2:0, 1:2, 2:3, 0:0, 0:1) | Russland Maxim Schalunow (24:06) Nail Jakupow (39:15) Nail Jakupow (44:25) Nikita Kutscherow (50:24) Alexander Kuwajew (55:37) Igor Lewizki (PS) | Zimní stadion v Břeclavi, Břeclav |

| 10. August 2010 19:00 Uhr | Tschechien Petr Šidlík (17:57) Michal Švihálek (19:06) Michal Švihálek (35:59) Dmitrij Jaškin (44:16) | 4:3 (2:1, 1:1, 1:1) | Finnland Heikki Liedes (2:54) Robert Leino (23:58) Aleksi Niemitalo (59:55) | Zimní stadion v Břeclavi, Břeclav |

| 11. August 2010 15:30 Uhr | Finnland Robert Leino (1:13) Markus Granlund (43:20) | 2:5 (1:1, 0:2, 1:2) | Vereinigte Staaten Justin Selman (5:17) Tanner Sorenson (28:03) Johnny Gaudreau (30:02) Cason Hohmann (41:43) Sean Kuraly (55:20) | Zimní stadion v Břeclavi, Břeclav |

| 11. August 2010 19:00 Uhr | Tschechien Michal Švihálek (8:20) Tomáš Hyka (11:36) Tomáš Hyka (38:04) | 3:2 (2:1, 1:1, 0:0) | Russland Denis Blochin (0:57) Maxim Schalunow (39:28) | Zimní stadion v Břeclavi, Břeclav |

| Pl. |                    | Sp | S | OTS | OTN | N | Tore  | Punkte |
| 1.  | Vereinigte Staaten | 3  | 2 | 0   | 1   | 0 | 13:10 | 7      |
| 2.  | Tschechien         | 3  | 2 | 0   | 0   | 1 | 09:08 | 6      |
| 3.  | Russland           | 3  | 0 | 1   | 1   | 1 | 10:11 | 3      |
| 4.  | Finnland           | 3  | 0 | 1   | 0   | 2 | 08:11 | 2      |

Abkürzungen: Pl. = Platz, Sp = Spiele, S = Siege, OTS = Siege nach Verlängerung oder Penaltyschießen, OTN = Niederlagen nach Verlängerung oder Penaltyschießen, N = Niederlagen

Erläuterungen: Qualifikant für das Halbfinale

### Gruppe B
| 9. August 2010 14:00 Uhr (Ortszeit) | Schweden Pontus Åberg (3:58) Joachim Nermark (17:08) Oscar Klefbom (21:07) | 3:6 (2:1, 1:3, 0:2) Spielbericht | Kanada Ryan Nugent-Hopkins (2:12) Lucas Lessio (26:52) Daniel Catenacci (30:15) Brett Ritchie (34:18) Matt Puempel (40:49) Daniel Catenacci (51:46) | Zimný Štadión Piešťany, Piešťany |

| 9. August 2010 17:30 Uhr | Slowakei Denis Hudec (39:06) Filip Vaško (41:43) | 2:7 (0:1, 1:3, 1:3) | Schweiz Sven Andrighetto (9:37) Martin Ness (23:29) Dean Kukan (25:28) Tanner Richard (35:17) Christoph Bertschy (42:31) Jorden Gähler (50:11) Robin Leone (56:20) | Zimný Štadión Piešťany, Piešťany |

| 10. August 2010 14:00 Uhr | Kanada Ryan Nugent-Hopkins (1:28) Dougie Hamilton (2:34) Ryan Nugent-Hopkins (29:33) Ryan Nugent-Hopkins (33:23) Brett Ritchie (37:24) Brett Ritchie (39:34) Xavier Ouellet (47:51) | 7:3 (2:1, 4:1, 1:1) Spielbericht | Schweiz Alessio Bertaggia (10:30) Marwin Leu (38:37) Jorden Gähler (56:36) | Zimný Štadión Piešťany, Piešťany |

| 10. August 2010 17:30 Uhr | Slowakei Dávid Bajaník (23:35) Tomáš Mikúš (37:46) Patrik Lamper (53:18) | 3:7 (0:0, 2:3, 1:4) Spielbericht | Schweden Rasmus Bengtsson (21:27) Pontus Åberg (27:16) Linus Fröberg (36:02) Joachim Nermark (44:48) Mika Zibanejad (45:30) Pontus Åberg (49:58) Viktor Arvidsson (55:21) | Zimný Štadión Piešťany, Piešťany |

| 11. August 2010 14:00 Uhr | Schweiz Dean Kukan (38:13) | 1:7 (0:3, 1:2, 0:2) Spielbericht | Schweden Joachim Nermark (1:24) Jeremy Boyce-Rotevall (2:25) Jonas Brodin (10:01) Mika Zibanejad (27:01) Albin Blomqvist (31:45) Pontus Åberg (46:41) Viktor Arvidsson (49:59) | Zimný Štadión Piešťany, Piešťany |

| 11. August 2010 17:30 Uhr | Slowakei Martin Gernát (33:40) | 1:6 (0:2, 1:1, 0:3) Spielbericht | Kanada Duncan Siemens (2:00) Scott Harrington (15:21) Myles Bell (37:47) Matt Puempel (49:47) Boone Jenner (50:20) Boone Jenner (50:40) | Zimný Štadión Piešťany, Piešťany |

| Pl. |          | Sp | S | OTS | OTN | N | Tore  | Punkte |
| 1.  | Kanada   | 3  | 3 | 0   | 0   | 0 | 19:07 | 9      |
| 2.  | Schweden | 3  | 2 | 0   | 0   | 1 | 17:10 | 6      |
| 3.  | Schweiz  | 3  | 1 | 0   | 0   | 2 | 11:16 | 3      |
| 4.  | Slowakei | 3  | 0 | 0   | 0   | 3 | 06:20 | 0      |

Abkürzungen: Pl. = Platz, Sp = Spiele, S = Siege, OTS = Siege nach Verlängerung oder Penaltyschießen, OTN = Niederlagen nach Verlängerung oder Penaltyschießen, N = Niederlagen

Erläuterungen: Qualifikant für das Halbfinale

## Platzierungsspiele

### Spiel um Platz 7
| 13. August 2010 14:00 Uhr (Ortszeit) | Slowakei Branislav Rapáč (8:31) Bruno Mráz (34:21) Dominik Fujerík (47:23) Tomáš Mikúš (58:21) | 4:6 (1:1, 1:1, 2:4) | Finnland Miikka Salomäki (4:11) Tomi Wilenius (35:50) Tomi Wilenius (51:16) Markus Granlund (52:05) Joel Armia (56:10) Joonas Valkonen (56:49) | Zimný Štadión Piešťany, Piešťany |

### Spiel um Platz 5
| 13. August 2010 15:30 Uhr (Ortszeit) | Russland Anton Iwanjuschenkow (9:03) Alexei Schamin (14:20) Anton Iwanjuschenkow (21:17) Igor Lewizki (27:04) Nail Jakupow (46:09) | 5:4 (2:2, 2:1, 1:1) | Schweiz Lino Martschini (1:14) Alessio Bertaggia (18:21) Sven Andrighetto (29:47) Silvan Hebeisen (50:12) | Zimní stadion v Břeclavi, Břeclav |

## Finalrunde
|  | Halbfinale | Halbfinale         | Halbfinale |  |  | Finale | Finale             | Finale |
|  |            |                    |            |  |  |        |                    |        |
|  |            |                    |            |  |  |        |                    |        |
|  | A1         | Vereinigte Staaten | 5          |  |  |        |                    |        |
|  | B2         | Schweden           | 4          |  |  |        |                    |        |
|  |            |                    |            |  |  | A1     | Vereinigte Staaten | 0      |
|  |            |                    |            |  |  | B1     | Kanada             | 1      |
|  | B1         | Kanada             | 6          |  |  |        |                    |        |
|  | A2         | Tschechien         | 2          |  |  |        |                    |        |
|  |            |                    |            |  |  |        |                    |        |

### Halbfinale
| 13. August 2010 17:30 Uhr (Ortszeit) | Vereinigte Staaten Luke Sutter (21:36) Tanner Sorenson (25:31) Luke Sutter (30:15) Seth Ambroz (35:55) Connor Murphy (60:41) | 5:4 n. V. (0:1, 4:2, 0:1, 1:0) | Schweden Viktor Arvidsson (12:47) Mika Zibanejad (20:44) Karl Johansson (24:25) Viktor Arvidsson (55:32) | Zimný Štadión Piešťany, Piešťany |

| 13. August 2010 19:00 Uhr | Kanada Lucas Lessio (6:10) Alan Quine (10:35) Matt Puempel (19:41) Lucas Lessio (23:19) Brett Ritchie (38:47) Garrett Meurs (51:59) | 6:2 (3:0, 2:1, 1:1) Spielbericht | Tschechien Václav Tomek (35:19) Petr Šidlík (56:07) | Zimní stadion v Břeclavi, Břeclav |

### Spiel um Platz 3
| 14. August 2010 17:00 Uhr (Ortszeit) | Tschechien Dmitrij Jaškin (23:37) | 1:6 (0:3, 1:2, 0:1) | Schweden Joachim Nermark (2:22) Linus Fröberg (4:49) Pontus Åberg (5:44) Viktor Arvidsson (20:47) Albin Blomqvist (26:55) Joachim Nermark (42:04) | Zimní stadion v Břeclavi, Břeclav |

### Finale
| 14. August 2010 15:00 Uhr (Ortszeit) | Kanada Ryan Nugent-Hopkins (1:42) | 1:0 (1:0, 0:0, 0:0) Spielbericht | Vereinigte Staaten | Zimný Štadión Piešťany, Piešťany |

### Sieger – Kanada
| Sieger des Ivan Hlinka Memorial Tournament 2010 Kanada | Torhüter: Robin Gusse, Tyson Teichmann Verteidiger: Dougie Hamilton, Scott Harrington, Ryan Murray (C), Xavier Ouellet, Stuart Percy, Duncan Siemens Angreifer: Myles Bell, Austen Brassard, David Broll, Daniel Catenacci, Michael Curtis, Phillip Danault, Jonathan Huberdeau, Boone Jenner, Lucas Lessio, Garrett Meurs, Ryan Nugent-Hopkins, Matt Puempel, Alan Quine, Brett Ritchie Trainer: George Burnett |

## Beste Scorer
Abkürzungen: Sp = Spiele, T = Tore, V = Vorlagen, Pkt = Punkte, SM = Strafminuten; Fett: Bestwert
| Spieler             | Team               | Sp | T | V | Pkt | SM |
| ------------------- | ------------------ | -- | - | - | --- | -- |
| Joachim Nermark     | Schweden           | 5  | 5 | 6 | 11  | 2  |
| Ryan Nugent-Hopkins | Kanada             | 5  | 5 | 2 | 7   | 6  |
| Pontus Åberg        | Schweden           | 5  | 5 | 2 | 7   | 2  |
| Matt Puempel        | Kanada             | 5  | 3 | 4 | 7   | 2  |
| Dmitrij Jaškin      | Tschechien         | 5  | 3 | 4 | 7   | 2  |
| Oscar Klefbom       | Schweden           | 5  | 1 | 6 | 7   | 2  |
| Viktor Arvidsson    | Schweden           | 5  | 5 | 1 | 6   | 2  |
| Cason Hohmann       | Vereinigte Staaten | 5  | 3 | 3 | 6   | 0  |
| Joel Armia          | Schweden           | 4  | 2 | 4 | 6   | 4  |
| Victor Rask         | Schweden           | 5  | 0 | 6 | 6   | 4  |

## Abschlussplatzierungen
| Pl. | Team               |
| --- | ------------------ |
| 1   | Kanada             |
| 2   | Vereinigte Staaten |
| 3   | Schweden           |
| 4   | Tschechien         |
| 5   | Russland           |
| 6   | Schweiz            |
| 7   | Finnland           |
| 8   | Slowakei           |